# Pottiaceae
Pottiaceae er en stor familie af mosser. 21 slægter findes i Danmark.
Medlemmerne af denne familie er akrokarpe mosser, der danner puder eller tuer. Bladet har en kraftig ribbe og hos mange arter løber den ud i en hyalin (farveløs) hårspids. Bladcellerne er ofte rund-agtige og stærkt papilløse i bladets øvre del, mens de er glatte og rektangulære i den nedre del.

## Danske slægter
- Acaulon
- Aloina
- Astomum
- Barbula
- Bryoerythrophyllum
- Cinclidotus
- Didymodon

- Eucladium
- Gymnostomum
- Gyroweisia
- Hymenostomum
- Leptodontium
- Microbryum
- Oxystegus

- Pottia
- Pseudocrossidium
- Syntrichia
- Tortella
- Tortula
- Trichostomum
- Weissia

Arterne, der tilhørte slægten Phascum er nu flyttet til Tortula, Stegonia og Microbryum .

## Øvrige slægter
- Aloinella
- Anictangium
- Anoectangium
- Aschisma
- Bellibarbula
- Bryoceuthospora
- Calymperastrum
- Calyptopogon
- Chenia
- Chionoloma
- Crossidium
- Crumia
- Desmatodon
- Dialytrichia
- Dolotortula
- Erythrophyllastrum
- Erythrophyllopsis
- Ganguleea

- Gertrudiella
- Globulinella
- Guerramontesia
- Gymnostomiella
- Hennediella
- Hilpertia
- Husnotiella
- Hydrogonium
- Hymenostyliella
- Hymenostylium
- Hyophiladelphus
- Hyophila
- Hypodontium
- Leptobarbula
- Leptodontiella
- Luisierella
- Merceya
- Mironia

- Molendoa
- Neophoenix
- Pachyneuropsis
- Phascopsis
- Plaubelia
- Pleurochaete
- Pottiopsis
- Pseudosymblepharis
- Pterygoneurum
- Quaesticula
- Reimersia
- Rhexophyllum
- Sagenotortula
- Saitobryum
- Sarconeurum
- Scopelophila
- Semibarbula
- Stegonia

- Stonea
- Streptocalypta
- Streptopogon
- Streptotrichum
- Teniolophora
- Tetracoscinodon
- Tetrapterum
- Timmiella
- Trachycarpidium
- Trachyodontium
- Trichostomopsis
- Triquetrella
- Tuerckheimia
- Uleobryum
- Weisiopsis
- Weissiodicranum
- Willia

## Rødlistede arter
- Aschisma kansanum[2]